# Xylocopa suspiciosa
Xylocopa suspiciosa là một loài Hymenoptera trong họ Apidae. Loài này được Vachal mô tả khoa học năm 1899.